# الحلوة (مركز)
الحلوة
بلدة موغلة في القدم تقع في أقليم الفرع في جنوب نجد ، وقد كانت محطة قوافل التجارة القادمة من سبأ ، وذكرها بهذا الاسم ابن فضل الله العمري في القرن الثامن من بلاد عايذ ، وشعيب ( مطعم) الشعب الشمالي في الحلوة ذكره الهمداني ماء لجرم من قبيلة قضاعة.وقد تعاقب على سكناها العديد من القبائل العربية على مدى قرون طويلة ، وفي القرن الحادي عشر الهجري أعيد إعمارها على يد بعض العوائل من تـميم منهم امـير الحلوة الأسبق عبد الرحمن بن إبراهيم بن محمد الـخريف وغيرهم من الأسـر حتى أصبحت اليوم حديقة غناء بنخيلها الباسقات وظلال أشجارها الوارفات .
ويقال أنها سميت بهذا الاسم لحلاوة مائها . 
وإذا أردت أن تعرف أستطلاعات لقلعة الحلوة ستجدها في إمارة الحلوة

## تاريخ الحلوة
تعد الحلوة منعطفا هاما في تاريخ الدولة السعودية حيث دارت فيها معركة كبيرة بين الأتراك وحلفائهم من المصريين والسعوديين بقيادة الأمير محمد بن خريف]] بما يعرف تاريخيا بـمعركة الحلوة.

## الحلوة اليوم
وتعد الحلوة اليوم حسب التنظيم الإداري أحد المراكز محافظة حوطة بني تميم في منطقة الرياض ورئيس مركزها الحالي هو إبراهيم بن فهد بن علي بن عبد الرحمن آل خريف التميمي، ويبلغ عدد سكانها الثمانية آلاف نسمة ، يشتغل معظمهم بالزراعة بالإضافة إلى وظائفهم الحكومية ، ومن أهم الزراعات التي تنتشر هناك : زراعة النخيل والحمضيات ، وتتميز أودية الحلوة وشعابها بحياة فطرية غنية ومتميزة أهلتها لإنشاء محمية فطرية بها سميت بـ محمية الوعول .
وهي تقع على طريق الجنوب قبل محافظة الأفلاج وتبعد عن الرياض مسافة 160 كم.
إمارة الحلوة